# Masacre de la Sé
La masacre de la Sé fue una masacre que involucró a agentes de policía en las calles de la Praça da Sé, en la ciudad de São Paulo, entre el 19 y el 22 de agosto de 2004.

## Historia

### Investigación y desarrollo
Las investigaciones de la época indicaron que el móvil del crimen fue silenciar a posibles testigos que hubieran observado a policías en actividades de narcotráfico en la región. En ese momento, un guardia de seguridad privado fue detenido, seis policías militares fueron acusados y tres militares fueron detenidos, pero fueron puestos en libertad por falta de pruebas. A partir de entonces nadie fue acusado de haber cometido el crimen.

### Protesta
Se realizó un evento para recordar la masacre de 2015. El representante del Movimiento Nacional de Población de Calle, Sebastião Nicomedes de Oliveira, dijo en 2015: "El problema continúa, la violencia continúa. Entonces, estamos demostrando que no hemos olvidado, porque estos "La gente no lo ha hecho, puede que hayan muerto en vano. Las personas sin hogar siguen sufriendo persecución, muriendo sin atención. La masacre no ha terminado".